# NGC 3038
NGC 3038 ist eine Spiralgalaxie mit ausgedehnten Sternentstehungsgebieten vom Hubble-Typ Sb im Sternbild Antlia südlich der Ekliptik. Sie ist schätzungsweise 115 Millionen Lichtjahre von der Milchstraße entfernt und hat einen Durchmesser von etwa 85.000 Lichtjahren. Gemeinsam mit NGC 3087, NGC 3120, IC 2532, PGC 27856 und PGC 28074 bildet sie die NGC 3038-Galaxiengruppe.
Das Objekt wurde am 27. Februar 1886 von Lewis Swift entdeckt.

## NGC 3038-Gruppe (LGG 184)
| Galaxie   | Alternativname | Entfernung/Mio. Lj |
| --------- | -------------- | ------------------ |
| NGC 3038  | PGC 28376      | 115                |
| NGC 3087  | PGC 28845      | 110                |
| NGC 3120  | PGC 29278      | 115                |
| IC 2532   | PGC 28915      | 116                |
| PGC 28074 | ESO 373-026    | 100                |
| PGC 27856 | ESO 373-021    | 108                |